# عبد الرزاق الأزري
عبد الرزاق محمد الأزري هو سياسي عراقي شغل منصب وزير الشؤون الاجتماعية في وزارة نوري السعيد السابعة خلفا لأحمد مختار بابان الذي عين بمنصب وزير الأشغال والمواصلات بدلا عن الوزير المستقيل عبد المهدي المنتفكي.
ساهم في تأسيس جمعية الشبيبة الجعفرية عام 1919، وكان معظم أعضائها من طلاب المدرسة الجعفرية، وكان دار عبد الغني كبة مقراً لها وضمت شباباً من ضمنهم عبد الغني كبة وسامي خونده ومحمد حسن كبة وصادق البصام وصادق حبة وعبد الرزاق الأزري ورؤوف البحراني وعبد العزيز القطان وجعفر حمندي وآخرون. وفي عام 1922، انتسب لحزب النهضة. وفي عام 1924، انتسب إلى نادي الإصلاح.
دخل في مدرسة الحقوق عام 1921 رغم أنه كان من خريجي المدرسة الجعفرية التي كان حسب رأي توفيق السويدي مدير مدرسة الحقوق في حينها بأن خريجي المدرسة الجعفرية لا يمتلكون مؤهل خريجي المدارس الثانوية، لكنه دخل المدرسة مع طلاب آخرين بأمر من الملك فيصل الأول، وقد تخرج من مدرسة الحقوق في عام 1925.
كما شغل منصب نائب عن لواء الحلة.
كما شغل منصب متصرف كربلاء عام 1938.